# Championnat des provinces néo-zélandaises de rugby à XV
Pour les articles homonymes, voir NPC.
Ne doit pas être confondu avec Championnat des provinces néo-zélandaises féminin de rugby à XV.
Le Championnat des provinces néo-zélandaises de rugby à XV, dénommé Bunnings NPC depuis 2021, est la principale compétition nationale néo-zélandaise de rugby à XV.
Anciennement appelée NPC (National Provincial Championship, c'est-à-dire Championnat national des provinces), elle rassemble actuellement les quatorze principales provinces néo-zélandaises. Elle se déroule sur trois mois entre juillet et octobre. Les douze autres fédérations provinciales, amateures, sont regroupées au sein du Heartland Championship.
Anciennement deuxième niveau du rugby néo-zélandais derrière les test-matchs, la compétition provinciale est passée au troisième rang, du fait de l'apparition du Super 12 en 1996 (avec cinq franchises néo-zélandaise), et de l'augmentation du nombre de matchs internationaux avec le Tri-nations lancé en 1995.
Lancée en 1976, la compétition est un championnat de trois divisions où s'affrontent les provinces avec un système de promotion-relégation. En 2006, la compétition connait une importante réorganisation, gardant quatorze équipes professionnels réparties dans la Premiership Division et la Championship Division. La saison régulière est commune entre les deux divisions, le dernier de la Premiership et le vainqueur du Championship échangent de divisions dans un système de promotion relégation.
Si Auckland domine le palmarès avec 17 titres obtenus entre 1976 et 2018, c'est la province de Canterbury qui domine la compétition depuis son passage dans l'ère professionnelle avec 9 titres.

## Histoire

### Compétition initiale
Ce championnat lancé en 1976 a connu un certain nombre de changements au fil des ans. Il s'est appelé Radio New Zealand National Championship lors de sa saison inaugurale.
Initialement, 27 équipes étaient engagées. La Division 1 comptait 11 équipes (7 de l'Île du Nord et 4 de l'Île du Sud). Les 16 autres équipes jouaient en Division 2 dans deux groupes géographiques. En fin de saison, le dernier de la poule sud de D1 affrontait en barrage le vainqueur de la poule sud de D2, tandis que dans le nord, le dernier de la poule de D1 était automatiquement remplacé par le vainqueur de la poule de D2.
En 1985, les groupes de Division 2 ont été regroupés pour former les nouvelles Divisions 2 et 3. Le dernier de la D2 était remplacé à chaque fin de saison par le vainqueur de la D3.
En 1992, trois équipes de Division 1 ont été reléguées, et chaque division a compté 9 équipes. D'autre part, des phases finales ont été introduites (demi-finales et finale) pour désigner le champion.
En 1998, le nombre d'équipes de Division 1 est passé à 10, celui de Division 3 à 8. Le dernier d'une division et le premier de la division inférieure s'affrontaient en barrage pour décider du participant à la saison suivante. L'avantage du terrain a d'abord été donné à l'équipe de Division 1, mais en 2003, l'avantage fut donné au vainqueur de Division 2.

### Réforme (2006)
En 2006, une profonde réforme a séparé les équipes professionnelles des équipes amateures. Les 14 premières ont été regroupées dans une compétition appelée Air New Zealand Cup du nom du sponsor principal. À ce moment, le nom de National Provincial Championship a cessé d'être utilisé.
Les dix équipes qui participaient en 2005 au NPC ont été intégrées à la nouvelle compétition en compagnie de quatre équipes de deuxième division : Hawke's Bay, Counties Manukau, Manawatu, ainsi que Tasman, équipe née de la fusion des deux comités régionaux de Marlborough et Nelson Bay. Les douze autres équipes ont été regroupées dans un championnat amateur, le Heartland Championship.
Lors de la première saison, le format très complexe de l'Air NZ Cup comprend un premier tour dans lequel les 14 équipes sont versées dans deux groupes de 7. Les trois premiers de chaque groupe se qualifient pour une poule demi-finale en conservant les points acquis contre les autres qualifiés de leur groupe et affrontent les trois autres équipes. Les six étaient qualifiés pour les quarts de finale où elles étaient rejointes par deux des éliminés du premier tour qui s'étaient affrontés en repêchage.
La fédération abandonne ce système incompréhensible et revient à une poule unique de 14 équipes, avec seulement 10 matches. Les huit premiers se qualifiaient pour les quarts de finale.
En août 2008, la fédération néo-zélandaise (NZRU) a annoncé que, quels que soient les résultats de la saison 2008, Northland et Tasman seraient relégués en deuxième division (Heartland Championship) en raison d'une fragilité financière trop importante qui obligeait la NZRU à intervenir pour renflouer leurs caisses. Elles ne devraient pas être remplacées et le nombre d'équipe devrait être limité à 12. Mais les deux provinces ont fait appel et la NZRU a fait machine arrière, en les autorisant à se maintenir pour la saison 2009, considérant que les conséquences seraient désastreuses pour le rugby des deux régions. Elle a néanmoins indiqué que les conditions d'entrée dans le championnat seraient drastiques à partir de 2010, à charge pour chaque province de trouver les ressources nécessaires à sa survie financière sans soutien de la fédération. Tasman doit en outre rembourser les 340 000 dollars néo-zélandais qu'elle s'était vue octroyer en août 2008 par la fédération dans le cadre de sa création par fusion de deux provinces survenue en 2006.
En 2009, la saison régulière est étendue à 13 matches (chaque équipe affronte les 13 autres une fois), mais seules les quatre premières étaient qualifiées pour les demi-finales.

## Format actuel
En 2022, la poule de 14 équipes est divisée en deux conférences de sept. Les 14 équipes disputent dix rencontres (5 à domicile, 5 à l'extérieur), dont quatre contre les équipes de l'autre conférence. Aucun match retour n'est prévu. C'est durant cette phase préliminaire que se dispute le Ranfurly Shield. En 2022, les quatre premières équipes de chaque conférence se qualifient pour les phases finales.
Les points sont attribués comme suit:
- 4 points pour une victoire
- 2 points pour un match nul
- 0 points pour une défaite
- 1 point de bonus pour 4 essais ou plus, quel que soit le résultat du match
- 1 point de bonus pour une défaite de inférieure ou égale à 7 points

## Répartition des équipes

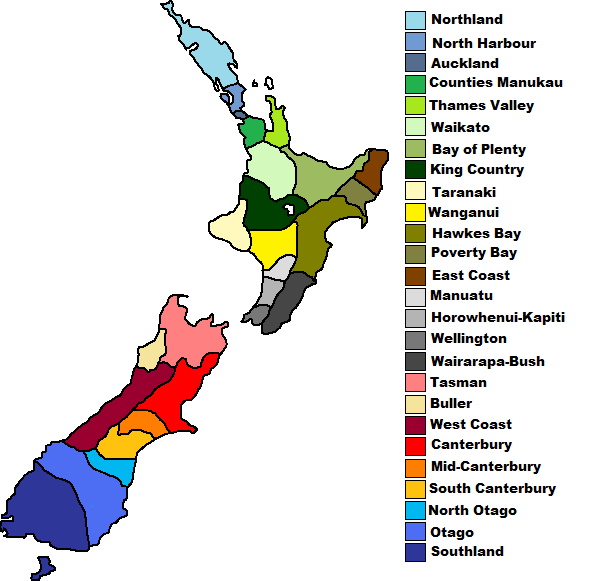
Aires de recrutement des 26 ligues du rugby à XV néo-zélandais (National Provincial Championship, Heartland Championship)

### Bunnings NPC
- Auckland
- Bay of Plenty
- Canterbury
- Counties Manukau
- Hawke's Bay
- Manawatu
- North Harbour
- Northland
- Otago
- Southland
- Taranaki
- Tasman
- Waikato
- Wellington

### Heartland Championship (Division 2, amateur)
- Buller
- East Coast
- Horowhenua-Kapiti
- King Country
- Mid Canterbury
- North Otago
- Poverty Bay
- South Canterbury
- Thames Valley
- Wairarapa-Bush
- Wanganui
- West Coast

## Palmarès
| Année  | First Division       | Second Division        | Second Division        |                        |
| Année  | First Division       | Île du Nord            | Île du Sud             |                        |
| ------ | -------------------- | ---------------------- | ---------------------- | ---------------------- |
| 1976   | Bay of Plenty (1)    | Taranaki               | South Canterbury       |                        |
| 1977   | Canterbury (1)       | North Auckland         | South Canterbury       |                        |
| 1978   | Wellington (1)       | Bay of Plenty          | Marlborough            |                        |
| 1979   | Counties Manukau (1) | Hawke's Bay            | Marlborough            |                        |
| 1980   | Manawatu (1)         | Waikato                | Mid Canterbury         |                        |
| 1981   | Wellington (2)       | Wairarapa Bush         | South Canterbury       |                        |
| 1982   | Auckland (1)         | Taranaki               | Southland              |                        |
| 1983   | Canterbury (2)       | Taranaki               | Mid Canterbury         |                        |
| 1984   | Auckland (2)         | Taranaki               | Southland              |                        |
| Saison | First Division       | Second Division        | Third Division         |                        |
| 1985   | Auckland (3)         | Taranaki               | North Harbour          |                        |
| 1986   | Wellington (3)       | Waikato                | South Canterbury       |                        |
| 1987   | Auckland (4)         | North Harbour          | Poverty Bay            |                        |
| 1988   | Auckland (5)         | Hawke's Bay            | Thames Valley          |                        |
| 1989   | Auckland (6)         | Southland              | Wanganui               |                        |
| 1990   | Auckland (7)         | Hawke's Bay            | Thames Valley          |                        |
| 1991   | Otago (1)            | King Country           | South Canterbury       |                        |
| 1992   | Waikato (1)          | Taranaki               | Nelson Bays            |                        |
| 1993   | Auckland (8)         | Counties Manukau       | Horowhenua             |                        |
| 1994   | Auckland (9)         | Southland              | Mid Canterbury         |                        |
| 1995   | Auckland (10)        | Taranaki               | Thames Valley          |                        |
| 1996   | Auckland (11)        | Southland              | Wanganui               |                        |
| 1997   | Canterbury (3)       | Northland              | Marlborough            |                        |
| 1998   | Otago (2)            | Central Vikings        | Mid Canterbury         |                        |
| 1999   | Auckland (12)        | Nelson Bays            | East Coast             |                        |
| 2000   | Wellington (4)       | Bay of Plenty          | East Coast             |                        |
| 2001   | Canterbury (4)       | Hawke's Bay            | South Canterbury       |                        |
| 2002   | Auckland (13)        | Hawke's Bay            | North Otago            |                        |
| 2003   | Auckland (14)        | Hawke's Bay            | Wanganui               |                        |
| 2004   | Canterbury (5)       | Nelson Bays            | Poverty Bay            |                        |
| 2005   | Auckland (15)        | Hawke's Bay            | Wairarapa Bush         |                        |
| Saison | Air NZ Cup           | Heartland Championship | Heartland Championship |                        |
| Saison | Air NZ Cup           | Meads Cup              | Lochore Cup            |                        |
| 2006   | Waikato (2)          | Wairarapa Bush         | Poverty Bay            |                        |
| 2007   | Auckland (16)        | North Otago            | Poverty Bay            |                        |
| 2008   | Canterbury (6)       | Wanganui               | Poverty Bay            |                        |
| 2009   | Canterbury (7)       | Wanganui               | North Otago            |                        |
| Saison | ITM Cup              | Heartland Championship | Heartland Championship |                        |
| Saison | ITM Cup              | Meads Cup              | Lochore Cup            |                        |
| 2010   | Canterbury (8)       | North Otago            | Wairarapa Bush         |                        |
| Saison | ITM Cup              | ITM Cup                | Heartland Championship | Heartland Championship |
| Saison | Premiership          | Championship           | Meads Cup              | Lochore Cup            |
| 2011   | Canterbury (9)       | Hawke's Bay            | Wanganui               | Poverty Bay            |
| 2012   | Canterbury (10)      | Counties Manukau       | East Coast             | Buller                 |
| 2013   | Canterbury (11)      | Tasman                 | Mid Canterbury         | South Canterbury       |
| 2014   | Taranaki (1)         | Manawatu               | Mid Canterbury         | Wanganui               |
| 2015   | Canterbury (12)      | Hawke's Bay            | Wanganui               | King Country           |
| Saison | Mitre 10 Cup         | Mitre 10 Cup           | Heartland Championship | Heartland Championship |
| Saison | Premiership          | Championship           | Meads Cup              | Lochore Cup            |
| 2016   | Canterbury (13)      | North Harbour          | Wanganui               | North Otago            |
| 2017   | Canterbury (14)      | Wellington             | Wanganui               | Mid Canterbury         |
| 2018   | Auckland (17)        | Waikato                | Thames Valley          | Horowhenua-Kapiti      |
| 2019   | Tasman (1)           | Bay of Plenty          | North Otago            | South Canterbury       |
| 2020   | Tasman (2)           | Hawke's Bay            | Non disputé            | Non disputé            |
| Saison | Bunnings NPC         | Bunnings NPC           | Heartland Championship | Heartland Championship |
| Saison | Premiership          | Championship           | Meads Cup              | Lochore Cup            |
| 2021   | Waikato (3)          | Taranaki               | South Canterbury       | Wanganui               |
| Saison | Bunnings NPC         | Heartland Championship | Heartland Championship |                        |
| Saison | Bunnings NPC         | Meads Cup              | Lochore Cup            |                        |
| 2022   | Wellington (5)       | South Canterbury       | East Coast             |                        |
| 2023   | Taranaki (2)         | South Canterbury       | West Coast             |                        |
| 2024   | Wellington (6)       | Thames Valley          | King Country           |                        |

## Finales
| 2006        | Waikato      | 37–31         | Wellington    |                  |               |               |              |              |
| 2007        | Auckland     | 23–14         | Wellington    |                  |               |               |              |              |
| 2008        | Canterbury   | 7–6           | Wellington    |                  |               |               |              |              |
| 2009        | Canterbury   | 28–20         | Wellington    |                  |               |               |              |              |
|             | ITM Cup      |               |               |                  |               |               |              |              |
| Vainqueur   | Score        | Finaliste     |               |                  |               |               |              |              |
| 2010        | Canterbury   | 33–13         | Waikato       |                  |               |               |              |              |
|             | ITM Cup      |               |               |                  |               |               |              |              |
| Premiership | Premiership  | Premiership   | Championship  | Championship     | Championship  | Championship  | Championship | Championship |
| Vainqueur   | Score        | Finaliste     | Vainqueur     | Score            | Finaliste     |               |              |              |
| 2011        | Canterbury   | 12–3          | Waikato       | Hawke's Bay      | 35–30         | Manawatu      |              |              |
| 2012        | Canterbury   | 31–18         | Auckland      | Counties Manukau | 41–16         | Otago         |              |              |
| 2013        | Canterbury   | 29–13         | Wellington    | Tasman           | 26–25         | Hawke's Bay   |              |              |
| 2014        | Taranaki     | 36–32         | Tasman        | Manawatu         | 32–24         | Hawke's Bay   |              |              |
| 2015        | Canterbury   | 25–23         | Auckland      | Hawke's Bay      | 26–25         | Wellington    |              |              |
|             | Mitre 10     |               |               |                  |               |               |              |              |
| Premiership | Premiership  | Premiership   | Championship  | Championship     | Championship  | Championship  | Championship | Championship |
| Vainqueur   | Score        | Finaliste     | Vainqueur     | Score            | Finaliste     |               |              |              |
| 2016        | Canterbury   | 43-27         | Tasman        | North Harbour    | 17-14         | Otago         |              |              |
| 2017        | Canterbury   | 35-13         | Tasman        | Wellington       | 59-45 (a. p.) | Bay of Plenty |              |              |
| 2018        | Auckland     | 40-33 (a. p.) | Canterbury    | Waikato          | 36-13         | Otago         |              |              |
| 2019        | Tasman       | 31-14         | Wellington    | Bay of Plenty    | 12-7          | Hawke's Bay   |              |              |
| 2020        | Tasman       | 13-12         | Auckland      | Hawke's Bay      | 36-24         | Northland     |              |              |
|             | Bunnings NPC |               |               |                  |               |               |              |              |
| Premiership | Premiership  | Premiership   | Championship  | Championship     | Championship  | Championship  | Championship | Championship |
| Vainqueur   | Score        | Finaliste     | Vainqueur     | Score            | Finaliste     |               |              |              |
| 2021        | Waikato      | 23-20         | Tasman        | Taranaki         | 32-19         | Otago         |              |              |
|             | Bunnings NPC |               |               |                  |               |               |              |              |
| Vainqueur   | Score        | Finaliste     |               |                  |               |               |              |              |
| 2022        | Wellington   | 26-18         | Canterbury    |                  |               |               |              |              |
| 2023        | Taranaki     | 22-19         | Hawke's Bay   |                  |               |               |              |              |
| 2024        | Wellington   | 23-20         | Bay of Plenty |                  |               |               |              |              |

### Bilan Premiership
|    | Équipe           | Titres | Finales gagnées/perdues (depuis 2006) |
| -- | ---------------- | ------ | ------------------------------------- |
| 1  | Auckland         | 17     | 2/3                                   |
| 2  | Canterbury       | 14     | 9/2                                   |
| 3  | Wellington       | 6      | 2/6                                   |
| 4  | Waikato          | 3      | 2/4                                   |
| 5  | Otago            | 2      | 0                                     |
| 6  | Taranaki         | 2      | 2/0                                   |
| 7  | Tasman           | 2      | 2/4                                   |
| 8  | Bay of Plenty    | 1      | 0/1                                   |
| 9  | Manawatu         | 1      | 0                                     |
| 9  | Counties Manukau | 1      | 0                                     |
| 11 | Hawke's Bay      | 0      | 0/1                                   |

## Records de la compétition depuis 1976

### Records individuels

#### Matchs joués
| Rang | Joueurs           | Club(s)                                | Période   | Matchs |
| ---- | ----------------- | -------------------------------------- | --------- | ------ |
| 1    | Ash Dixon         | Hawke's Bay, Auckland                  | 2008-2021 | 133    |
| 2    | Tim Boys          | Southland, Otago                       | 2005-2017 | 128    |
| 3    | Josh Bekhuis      | Southland                              | 2006-     | 127    |
| 4    | Jason Rutledge    | Southland                              | 2000-2020 | 125    |
| 5    | Ross Wright       | Northland                              | 2008-2022 | 123    |
| 6    | Jamie Mackintosh  | Southland, Otago                       | 2004-2020 | 122    |
| 6    | Chris Smylie      | North Harbour, Otago, Taranaki         | 2002-2017 | 122    |
| 8    | Chris King        | Canterbury, Otago, Southland, Taranaki | 2002-2018 | 120    |
| 9    | Jimmy Cowan       | Southland, Tasman                      | 2000-2016 | 117    |
| 9    | Quentin MacDonald | Tasman                                 | 2007-     | 117    |

#### Points inscrits
| Rang | Joueurs               | Club(s)                   | Période   | Points |
| ---- | --------------------- | ------------------------- | --------- | ------ |
| 1    | Grant Fox             | Auckland                  | 1982-1993 | 1564   |
| 2    | Matthew Cooper        | Waikato                   | 1989-1999 | 1006   |
| 3    | David Holwell         | Northland, Wellington     | 1998-2010 | 902    |
| 4    | Greg Cooper           | Auckland, Otago           | 1984-1996 | 888    |
| 5    | Robbie Deans          | Canterbury                | 1979-1990 | 863    |
| 6    | Andrew Mehrtens       | Canterbury, Bay of Plenty | 1993-2004 | 802    |
| 7    | Marty Banks           | Tasman, Southland         | 2013-     | 772    |
| 8    | Ben Blair             | Canterbury                | 1999-2006 | 748    |
| 9    | Tony Brown            | Otago                     | 1995-2011 | 717    |
| 10   | Jackson Garden-Bachop | Wellington                | 2013-2022 | 696    |

#### Essais marqués
| Rang | Joueur        | Clubs                        | Période   | Essais |
| ---- | ------------- | ---------------------------- | --------- | ------ |
| 1    | Terry Wright  | Auckland                     | 1984-1992 | 68     |
| 2    | Bernie Fraser | Wellington                   | 1977-1985 | 53     |
| 3    | John Kirwan   | Auckland                     | 1983-1994 | 52     |
| 4    | Zinzan Brooke | Auckland                     | 1986-1997 | 51     |
| 5    | Tevita Li     | North Harbour                | 2013-     | 49     |
| 6    | John Timu     | Otago                        | 1988-1994 | 46     |
| 7    | Doug Howlett  | Auckland                     | 1997-2007 | 43     |
| 8    | Tana Umaga    | Wellington, Counties Manukau | 1994-2010 | 42     |
| 9    | Eroni Clarke  | Auckland, Counties Manukau   | 1991-2002 | 41     |
| 10   | Salesi Rayasi | Wellington, Auckland         | 2016-     | 40     |
| 10   | Mike Clamp    | Wellington                   | 1980-1988 | 40     |

## Aspects économiques

### Naming
La compétition originelle se déroulant de 1976 à 2006 porte le nom de National Provincial Championship (abrégé NPC). Lors du passage à l'aire professionnelle, la compagnie aérienne Air New Zealand donne son nom à la compétition qui devient l'Air New Zealand Cup. En 2010, elle est remplacée par ITM (Independent Timber Merchants Co-operative Ltd), enseigne de bricolage et de matériaux de construction, la compétition devient l'ITM Cup. Six ans plus tard, l'entreprise Mitre 10, spécialiste de l'amélioration de la maison et de jardin, devient sponsor principal de la compétition, donnant le nom de Mitre 10 Cup à la compétition. En 2021, un contrat global de naming est instauré avec Bunnings Warehouse, chaîne australienne de quincaillerie domestique, pour plusieurs compétitions néo-zélandaises ; celle-ci retrouve alors son nom originel de National Provincial Championship.

### Salary Cap
En 2015, le salaire minimum est défini à 18 000 NZ (environ 10 500 €) par joueur et à un maximum de 55 000 NZ (environ 33 000 €) par joueur. La masse salariale est limitée à 1 025 000 NZ (environ 610 000 €) par province. Les provinces sont remboursées à hauteur de 50 000 NZ par la fédération pour chaque All Black participant à la coupe du monde 2015. Les provinces doivent rembourser au pro-rata la fédération en cas de joueurs disponibles pour disputer la compétition.